# Jorge Azkoitia
Jorge Azkoitia Gabiola (Bilbao, 27 aprile 1974) è un ex calciatore spagnolo, di ruolo centrocampista.